# Groupe de NGC 3780
Le groupe de NGC 3780 comprend au moins quatre galaxies situées dans la constellation de la Grande Ourse. La distance moyenne entre ce groupe et la Voie lactée est d'environ 37,5 Mpc (∼122 millions d'al). 

## Membres
Le tableau ci-dessous liste les 4 galaxies du groupe indiquées dans l'article de A.M. Garcia paru en 1993.
| Nom      | Class.  | Type                     | α (J2000.0)   | δ (J2000.0) | Vitesse radiale (km/s) | m                   | Distance (Mpc) | Diamètre (kal) |
| -------- | ------- | ------------------------ | ------------- | ----------- | ---------------------- | ------------------- | -------------- | -------------- |
| NGC 3780 | SA(s)c? | Spirale                  | 11h 39m 22.3s | 56° 16′ 14″ | 2391 ± 2               | 11,5                | 37,7 ± 2,7     | 100            |
| NGC 3888 | SB(r)bc | Spirale barrée           | 11h 47m 34.4s | 55° 58′ 02″ | 2394 ± 3               | 12,1                | 37,8 ± 2,7     | 71             |
| UGC 6596 | IBm     | Irrégulière magellanique | 11h 37m 50.3s | 56° 08′ 42″ | 2281 ± 5               | 14,7                | 36,1 ± 2,5     | 44             |
| UGC 6774 | Sc      | Spirale                  | 11h 48m 11.3s | 54° 59′ 30″ | 2425 ± 2               | 14,563 ± 0,145 asin | 38,3 ± 2,7     | 102            |

Le site DeepskyLog permet de trouver aisément les constellations des galaxies mentionnées dans ce tableau ou si elles ne s'y trouvent pas, l'outil du site constellation permet de le faire à l'aide des coordonnées de la galaxie. Sauf indication contraire, les données proviennent du site NASA/IPAC. 